# Dead End Street

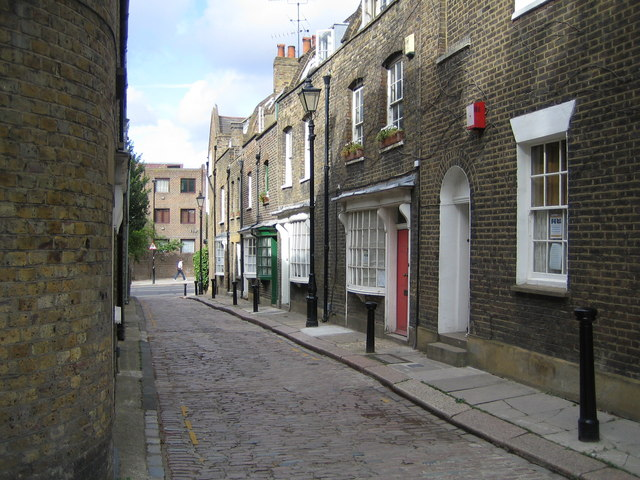
En musikvideo till låten spelades in vid Little Green Street i London.

Dead End Street är en poplåt skriven av Ray Davies och lanserad av gruppen The Kinks i november 1966. Den släpptes som fristående singel och ingick ursprungligen inte på något av gruppens album, men har senare tagits med som bonusspår på CD-versioner av skivan Face to Face. Skivan är tydligt inspirerad av brittisk music hall-musik liksom flera andra av deras låtar var 1966. Låten handlar om den fattiga brittiska arbetarklassen och i texten nämns bland annat en läckande köksvask, arbetslöshet, frusna fötter och en hyresvärd som bankar på dörren.
Dead End Street spelades in utan basisten Pete Quaife som tillfälligt lämnat gruppen efter en bilolycka. Låten innehåller ett långt trombonsolo i slutet, men i dagsläget är det okänt vem som spelade trombon. Låtens pianopartier spelas av Nicky Hopkins.
År 2010 spelade Ray Davies in låten som duett tillsammans med Amy MacDonald på albumet See My Friends som innehåller nyinspelningar av låtar skrivna av Davies.

## Listplaceringar
| Lista (1966-1967) | Position          |
| ----------------- | ----------------- |
| Danmark           | 9 (DR "Top 20")   |
| Finland           | 23                |
| Flandern          | 11                |
| Frankrike         | 28                |
| Irland            | 7                 |
| Kanada            | 28                |
| Nederländerna     | 4                 |
| Norge             | 6                 |
| Nya Zeeland       | 4                 |
| Storbritannien    | 5                 |
| Sverige           | 12 (Kvällstoppen) |
| Sverige           | 6 (Tio i topp)    |
| USA               | 73                |
| Vallonien         | 15                |
| Västtyskland      | 5                 |